# Drienovská Nová Ves
Drienovská Nová Ves (hongrois : Somosújfalu) est un village de Slovaquie situé dans la région de Prešov.

## Histoire
Première mention écrite du village en 1335.

## Démographie

### Évolution de la population
| Année:               | 1994. | 2004.    | 2014.    | 2024.    |
| -------------------- | ----- | -------- | -------- | -------- |
| Nombre de personnes: | 619   | 697      | 804      | 897      |
| Différence:          |       | +12,60 % | +15,35 % | +11,56 % |

| Année:               | 2023. | 2024.   |
| -------------------- | ----- | ------- |
| Nombre de personnes: | 866   | 897     |
| Différence:          |       | +3,57 % |